# Guanía
Guanía je rijeka u Kolumbiji, pritoka rijeke Rio Negro. Pripada porječju rijeke Amazone.